# Mỹ Hòa Hưng (Long Xuyên)
Mỹ Hòa Hưng is een xã in de stad Long Xuyên, in de Vietnamese provincie An Giang.
De tweede president van Vietnam, de communist Tôn Đức Thắng werd in Mỹ Hòa Hưng geboren.